# Тигровой
В Приморском крае также есть посёлок Тигровый в Анучинском районе
Тигровой — село в Партизанском городском округе Приморского края.

## География
Село Тигровой стоит в верховьях реки Тигровая (правый приток реки Партизанская).
Дорога к селу Тигровой идёт на северо-запад от Партизанска через село Бровничи, расстояние Бровничи около 20 км, до центральной части города около 45 км.
От села Тигровой на запад идёт дорога к верховьям реки Суходол и к селу Анисимовка Шкотовского района.

## История
Село основано в 1897 году. До 1999 года относилось к посёлкам городского типа (рабочим посёлкам). В 2002—2011 годах село называлось Тигровое.

## Население
| 1959 | 1970  | 1979 | 1989 | 2002 | 2010 |
| ---- | ----- | ---- | ---- | ---- | ---- |
| 2202 | ↘1324 | ↘636 | ↘450 | ↗565 | ↘421 |

## Инфраструктура
В селе находится станция Тигровый Владивостокского отделения Дальневосточной железной дороги.